# Inny Świat
Inny Świat – polskie pismo ukazujące się od 1993 w Mielcu o tendencjach anarchistycznych.

## Charakterystyka
Pismo powstało w 1993 i początkowo funkcjonowało jako punkowy zin. Z czasem przybrało formę periodyku o charakterze anarchistycznym. Sama redakcja określa pismo jako "wolnościowe", co wiąże z podejmowaniem na jego łamach tematów niekoniecznie związanych z anarchizmem.
Na łamach czasopisma gościli między innymi:
- Janusz Waluszko – anarchista, działacz Ruchu Społeczeństwa Alternatywnego, współinicjator Federacji Anarchistycznej
- Jarosław Tomasiewicz – doktorant Uniwersytetu Śląskiego, ekspert do spraw ekstremizmów politycznych i terroryzmu
- Remigiusz Okraska – redaktor naczelny Magazynu Obywatel
- Lech L. Przychodzki (Lele) – filozof sztuki, reportażysta i tłumacz, współzałożyciel grupy literackiej Ogród/Ogród-2, związany z Ruchem Społeczeństwa Alternatywnego. Od czasu antyszczytu alterglobalistów w Warszawie w 2004 roku związany ze środowiskiem wałbrzyskiego stowarzyszenia Biedaszyby.

### Wydawnictwo
Pod koniec 1997 założono działające obok pisma wydawnictwo „Inny Świat”, które zająć się miało wydawanie książek oraz broszur. Wydawnictwo stawia sobie za cel nie tylko propagandę anarchistyczną (taki charakter miały niektóre z naszych pozycji), ale i również przedstawienie historii ruchu wolnościowego, jak i propagowanie różnych kierunków w ruchu. Do tej pory ukazały się m.in.:
- S. Juan–Navarro – Anarchistyczne miasto Ameryki. Wolnościowe utopie miejskie nowego świata
- Dean Nolan, Fred Thompson – Joe Hill. Autor pieśni Industrial Workers of the World
- Tomasz Sajewicz – Zapomniana wojna. Anarchiści w ruchu oporu przeciw rządom Franco 1939-1975
- Hakim Bey – Millennium
- Daniel Grinberg – Radykalizm Żydowski na ziemiach polskich: wyzwania i odpowiedzi
- Narmi Michejda – Płonie Babilon
- Remigiusz Kasprzycki – Królestwo nie z tego świata. Chrześcijańsko-anarchistyczne przesłanki filozofii profetycznej Mikołaja Bierdiajewa
- Ted Kaczynski – Społeczeństwo przemysłowe i jego przyszłość
- Jarosław Tomasiewicz – Między faszyzmem a anarchizmem. Nowe idee dla Nowej Ery
- Janusz Waluszko – Sarmacja
- Tomasz Szczepański – Ruch anarchistyczny na ziemiach polskich zaboru rosyjskiego w dobie rewolucji 1905–1907 roku
- ABC Anarcho – syndykalizmu
- Wstęp do anarchizmu
- Dlaczego nie lubimy Unii Europejskiej. Stanowisko środowisk antysystemowych wobec integracji z Unią Europejską